# Ministrymon arola
Ministrymon arola is een vlinder uit de familie van de Lycaenidae. De wetenschappelijke naam van de soort werd als Thecla arola in 1868 gepubliceerd door William Chapman Hewitson.